# Lasiurus (planta)
|  | Per a altres significats, vegeu «Lasiurus (ratpenat)». |

Lasiurus és un gènere de plantes de la família de les poàcies, ordre de les poals, subclasse de les commelínides, classe de les liliòpsides, divisió dels magnoliofitins.

## Taxonomia
- Lasiurus ecaudatus Satyanar. i Shankarnar.
- Lasiurus epectinatus Napper
- Lasiurus maitlandii Stapf i C.E. Hubb.
- Lasiurus sindicus Henrard